# チームN 3rd Stage「ここにだって天使はいる」
『チームN 3rd Stage「ここにだって天使はいる」』（チームエヌサードステージ ここにだっててんしはいる）は、NMB48チームN劇場公演の3rd Stageである。

## 概要
NMB48チームNの3rd公演であり、NMB48として初めてのオリジナル公演である。
当初、チームNの新公演は2012年5月に開始される予定であったが、楽曲が間に合わないといった理由から延期が繰り返されてきた。その後、2013年8月23日に東京ドームで行われた『AKB48 2013年真夏のドームツアー〜まだまだ、やらなきゃいけないことがある〜』の中で公演のタイトルと日時が発表されたが、「最高の公演を行うため」としてまたも延期となった。そして、大阪で行われた握手会の場で遂に初日の日程が「11月19日」と発表され、「決意表明」の意味でチケットの発売も決定された。こうして、チームNはようやく初日公演にこぎつけた。5度の延期発表と、1年半の延期の末のことであった。
初日の客席にはプロデューサーの秋元康と総監督である高橋みなみも自ら観覧に訪れ、公演の後にはファンが感謝を示す場面もあった。

## 公演内容

### 曲目
1. overture（NMB48 ver.）
（作曲・編曲：尾澤拓実、歌：TAZ）
全NMB48公演共通である
2. 青い月が見てるから 
（作詞：秋元康、作曲：新隼人、編曲：野中"まさ"雄一）
3. Radio name 
（作詞：秋元康、作曲：ヒザシ、編曲：増田武史）
4. ここにだって天使はいる
（作詞：秋元康、作曲：小川コータ、編曲：原田ナオ）
5. カトレアの花を見る度に思い出す
（作詞：秋元康、作曲：佐々倉有吾、編曲：佐々木裕）
6. 夢のdead body
（作詞：秋元康、作曲：吉田敬子、編曲：野中"まさ"雄一）
7. 何度も狙え!
（作詞：秋元康、作曲：佐々木裕、編曲：武藤星児）
8. おNEWの上履き
（作詞：秋元康、作曲：村井大、編曲：若田部誠）
9. この世界が雪の中に埋もれる前に
（作詞：秋元康、作曲：吉木絵里子、編曲：Funta7）
10. ジッパー
（作詞：秋元康、作曲・編曲：板垣祐介）
11. 初めての星
（作詞：秋元康、作曲：小網準、編曲：生田真心）
12. 100年先でも
（作詞：秋元康、作曲：森英治、編曲：楊慶豪）
13. リボンなんて似合わない
（作詞：秋元康、作曲：you-me、編曲：板垣祐介）
14. ドガとバレリーナ
（作詞：秋元康、作曲：川浦正大、編曲：光田健一）

アンコール
1. 情熱ハイウェイ!
（作詞：秋元康、作曲：早川暁雄、編曲：野中"まさ"雄一）
2. 少し苦い人生相談
（作詞：秋元康、作曲・編曲：前口渉）
3. 不毛の土地を満開に…
（作詞：秋元康、作曲：バグベア、編曲：佐々木裕）
4. NMB48メドレー
  1. カモネギックス
（作詞：秋元康、作曲・編曲：井上ヨシマサ）
  2. ナギイチ
（作詞：秋元康、作曲：すみだしんや、編曲：生田真心）
  3. 北川謙二
（作詞：秋元康、作曲：田中俊亮、編曲：野中“まさ”雄一）
  4. 青春のラップタイム
（作詞：秋元康、作曲：川浦正大、編曲：野中"まさ"雄一）

### 演出
本公演では、阪神タイガースや通天閣など、大阪ならではの演出が散りばめられているほか、メンバーの個性を生かした演出がなされている。具体例は以下の通り。
- 「Radio name」では、曲が流れている間は「ON AIR」のランプが点灯する。
- 「夢のdead body」では山本彩がエレキギターを弾きながら歌う[1]。楽器を使ってのソロ楽曲は48グループで初である。曲終了時に使用していたピックを客席に投げ込む。
- 「ジッパー」では、渡辺、吉田、上西が衣装の生着替えを披露する演出がある[1]。
- 「ドガとバレリーナ」では、門脇がバレリーナ役を務める[1]。曲中にメンバー全員が衣装の上衣を客席に投げ込む。投げ込まれた上衣は曲終了後に劇場係員によって回収される。
- 「情熱ハイウェイ!」では、メンバーが客席を通ってステージに上がるが、2014年5月29日以降の公演からは舞台袖からの登場に変更されている。

### その他
NMB48劇場では通常、観客の入場方法は当選番号順の整列入場となっているが、前述の通りピックや衣装を客席に投げ込む演出があることから、本公演に限り一部の当選者に限り「天使ブロック」と称した抽選入場を行っている。

## NMB48 チームN 3rd Stage「ここにだって天使はいる」公演
- 公演期間：2013年11月19日[5] - 2014年4月16日
- 出演メンバー
市川美織・小笠原茉由・門脇佳奈子・岸野里香・木下春奈・古賀成美・小谷里歩・近藤里奈・上西恵・白間美瑠・西村愛華・林萌々香・山口夕輝・山本彩・吉田朱里・渡辺美優紀
- ユニット曲担当（☆はセンター）
  - 夢のdead body（山本）
  - 何度も狙え!（☆小笠原・門脇・木下・☆小谷・林）
  - おNEWの上履き（☆市川・近藤・白間）
  - この世界が雪の中に埋もれる前に（☆岸野・古賀・☆西村・山口）
  - ジッパー（上西・吉田・☆渡辺）
  - 初めての星（市川・小笠原・上西・白間・山本・吉田・渡辺）
  - 100年先でも（市川・小笠原・門脇・木下・小谷・近藤・上西・白間・山本・吉田・渡辺）

### 2014年組閣体制
- 公演期間：2014年4月30日 - 2016年12月19日
- 出演メンバー
明石奈津子・石田優美・太田夢莉・柏木由紀・加藤夕夏・岸野里香・河野早紀・古賀成美・小谷里歩・城恵理子・上西恵・須藤凜々花・西澤瑠莉奈・西村愛華・村重杏奈・室加奈子・山内つばさ・山尾梨奈・山岸奈津美・山口夕輝・山本彩・與儀ケイラ・吉田朱里
山内は2014年5月23日の公演から参加も2015年3月15日付で卒業。須藤は2014年6月22日の公演から参加。與儀は2014年7月2日付で、山岸は2015年3月31日付で、河野は同年4月30日付で、室は同年6月21日付で卒業。明石・石田・城・西澤・山尾は2015年2月4日昇格。柏木は2015年5月24日、村重は同年5月27日の公演をもって兼任解除。
2015年3月30日は特別公演として、チームMの近藤里奈・白間美瑠・山田菜々とチームBIIの市川美織・門脇佳奈子・木下春奈・林萌々香・渡辺美優紀が出演。
- ユニット曲担当（☆はセンター、各曲各ポジションから一名ずつ出演）
  - 夢のdead body
    - 山本・西村

  - 何度も狙え!
    - 河野
    - ☆小谷・上西・須藤・山内
    - ☆村重・山内
    - 室
    - 與儀

  - おNEWの上履き
    - 太田
    - ☆加藤
    - 山岸

  - この世界が雪の中に埋もれる前に
    - ☆岸野
    - 古賀
    - ☆西村
    - 山口

  - ジッパー
    - ☆柏木・吉田・上西
    - 上西・古賀
    - 吉田

  - 初めての星（柏木・加藤・上西・村重・山本・與儀・吉田）
  - 100年先でも（太田・柏木・加藤・上西・小谷・村重・室・山岸・山本・與儀・吉田）

※本公演では、メドレー前に新曲の「高嶺の林檎」が披露され、メドレーが、「北川謙二」、「青春のラップタイム」の2曲構成に変更されている。2014年6月22日公演より、「高嶺の林檎」が「イビサガール」に差し替えられ、メドレーも「僕が負けた夏」、「待ってました、新学期」、「青春のラップタイム」の3曲構成に変更された。

## NMB48 カトレア組「ここにだって天使はいる」公演
- 公演期間：2017年6月27日[6] - 2019年2月26日[7]
- 出演メンバー
安藤愛璃菜・磯佳奈江・岩田桃夏・植村梓・梅山恋和・小嶋花梨・清水里香・上西怜・須藤凜々花・武井紗良・内木志・中川美音・堀詩音・本郷柚巴・水田詩織・溝川実来・安田桃寧・山田寿々・山本彩加
岩田は2017年7月11日の公演から、梅山・水田は2017年7月26日の公演から参加。
- ユニット曲担当（各曲各ポジションから一名ずつ出演）
  - 夢のdead body
    - 安田

  - 何度も狙え!
    - 中川
    - 武井
    - 溝川・岩田
    - 磯
    - 安藤

  - おNEWの上履き
    - 山田・岩田・梅山
    - 堀
    - 上西・岩田

  - この世界が雪の中に埋もれる前に
    - 山本・山田
    - 小嶋・山田・水田
    - 本郷
    - 清水

  - ジッパー
    - 植村
    - 内木
    - 須藤・小嶋

## HKT48 チームKIV「ここにだって天使はいる」公演
- 公演期間：2023年2月18日 -

## スタジオ収録CD
公演曲を公演メンバーがスタジオ収録したものである。

### ここにだって天使はいる
- 収録メンバー
市川美織・小笠原茉由・門脇佳奈子・岸野里香・木下春奈・古賀成美・小谷里歩・近藤里奈・上西恵・白間美瑠・西村愛華・林萌々香・山口夕輝・山本彩・吉田朱里・渡辺美優紀
- 収録曲
  1. overture（NMB48 ver.）
  2. 青い月が見てるから
  3. Radio name
  4. ここにだって天使はいる
  5. カトレアの花を見る度に思い出す
  6. 夢のdead body（歌：山本）
  7. 何度も狙え!（歌：小笠原・門脇・木下・小谷・林）
  8. おNEWの上履き（歌：市川・近藤・白間）
  9. この世界が雪の中に埋もれる前に（歌：岸野・古賀・西村・山口）
  10. ジッパー（歌：上西・吉田・渡辺）
  11. 初めての星（歌：市川・小笠原・上西・白間・山本・吉田・渡辺）
  12. 100年先でも（歌：市川・小笠原・門脇・木下・小谷・近藤・上西・白間・山本・吉田・渡辺）
  13. リボンなんて似合わない
  14. ドガとバレリーナ
  15. 情熱ハイウェイ!
  16. 少し苦い人生相談
  17. 不毛の土地を満開に…

## 参考資料
- “NMB48が初のオリジナル公演「ここにだって天使はいる」－初日迎える　／大阪”. なんば経済新聞. (2013年11月19日) 2021年3月26日閲覧。
- “ＮＭＢ48チームＮ「ここにだって天使はいる」セットリスト”. dwango.jp.news. (2013年11月19日) 2021年3月26日閲覧。
- “ＮＭＢ48チームＮ新公演で渡辺美優紀「一線を越えられた瞬間」”. dwango.jp news. (2013年11月19日) 2021年3月26日閲覧。
- “ＮＭＢ「チームＮ」オリジナル公演、４度目の延期発表”. デイリースポーツ. (2013年10月20日) 2021年3月26日閲覧。